# カーミット・ビーハン
カーミット・K・ビーハン（Kermit King Beahan , 1918年8月9日 - 1989年3月9日）は、アメリカ合衆国空軍の軍人。最終階級は中佐。
長崎県長崎市に原子爆弾を投下した爆撃機B-29ボックスカーの爆撃手を務めた。

## 経歴
ミズーリ州ジョプリン生まれ。テキサス州ヒューストンのライス大学に入学。アメリカンフットボールの奨学金を得ており、将来はアメリカンフットボール選手になることを希望していた。
在学中に第二次世界大戦が勃発。アメリカ陸軍航空隊に入隊しパイロットの訓練を受けるも選抜に漏れ爆撃手となった。北アフリカ戦線及びヨーロッパ戦線でB-17の爆撃手として40回の出撃経験を持つ。そのうち撃墜され生還したことが4回あった。その時の精神的衝撃の影響により軽い吃音があったという。
1944年9月に第509混成部隊に配属となり、チャールズ・スウィーニー少佐を機長とする搭乗員グループに入った。
1945年8月6日、広島原爆投下作戦の際には観測機B-29グレート・アーティストに搭乗し、人類初の実戦における核兵器投下の光景を目撃した。
続く8月9日、長崎原爆投下作戦の原爆搭載機B-29ボックスカーの爆撃手として、人類最後の実戦における核兵器投下を行った。ビーハンにとっては27歳の誕生日であった。
テニアン基地に帰還後、原爆投下作戦の功を讃えられ、銀星章を受章。戦争終結後の9月3日に神奈川県の厚木飛行場へ移動。数日後に長崎県の大村飛行場を経て、被爆後の長崎市を訪れている。
1964年に中佐で退役。テキサス州ヒューストンの大手出版社ブラウン＆ルート（Brown and Root ）でテクニカルライターとして1985年まで働いていた。1989年3月9日にヒューストンで死去。 
ビーハンは爆撃手として卓越した技術を持ち、また快活な性格で女性にもてたことから、スウィーニーらはビーハンを「達人」と呼び、乗機に「グレート・アーティスト」との愛称を付けたという。
広島機の機長ポール・ティベッツや、長崎機の機長チャールズ・スウィーニーらが、「原爆投下は多くの米兵の命ばかりか、日本人の命まで救った」などの主張をずっと繰り返すのに対して、長崎原爆の投下レバーを引いたカーミット・ビーハンは1985年に『被爆者に謝罪したい』と長崎市へ訪問を希望する手紙を出したが、被爆者団体の反対に遭い中止になった。

## 言葉
- 「たぶん長崎に向かっている時に雲が晴れた瞬間でしょう。目標が見え、写真のようにきれいでした。私は走っていって爆弾を放ちました。」